# Detroit (Alabama)
Detroit ist eine Town im Lamar County, Alabama, USA. Die Gesamtfläche des Ortes beträgt 3,5 km², 2020 hatte der Ort 230 Einwohner. Durch Detroit verläuft die Alabama State Route 17, an der etwa fünf Kilometer nördlich die Alabama State Route 19 abzweigt.

## Demographie
Bei der Volkszählung aus dem Jahr 2000 hatte Detroit 247 Einwohner, die sich auf 182 Haushalte und 78 Familien verteilten. Die Bevölkerungsdichte betrug somit 70,6 Einwohner/km². 79,35 % der Bevölkerung waren weiß, 20,65 % afroamerikanisch. In 40,2 % der Haushalte lebten Kinder unter 18 Jahren. Das Durchschnittseinkommen betrug 19.531 Dollar pro Haushalt, wobei 23,9 % der Bevölkerung unterhalb der Armutsgrenze lebten.